# Belloisien
Le Belloisien est une culture épipaléolithique connue dans le nord de la France et le sud-est de l'Angleterre (vers 10 000 BP, soit 11 500 calibré BP).
Elle doit son nom à la commune de Belloy-sur-Somme (Somme) où elle a été identifiée initialement sur le gisement de La Plaisance. Découvert à la fin du  XIXe siècle, le site a ensuite été exploré par Victor Commont de 1905 à 1910,.
Des fouilles modernes ont permis d'y identifier une industrie lithique particulière, caractérisée par la présence de grandes lames régulières débitées à l'aide de percuteur en pierre tendre (grès). Certaines lames sont dites « mâchurées » : elles portent des esquillements importants sur les bords, liés probablement à leur utilisation pour entretenir les percuteurs en pierre tendre ou pour préparer les plans de frappe,.
Ce faciès particulier a été comparé à l'Ahrensbourgien d'Europe du nord ou à la Long Blade Technology.